# Lavatère
Lavatera
Genre
Classification phylogénétique

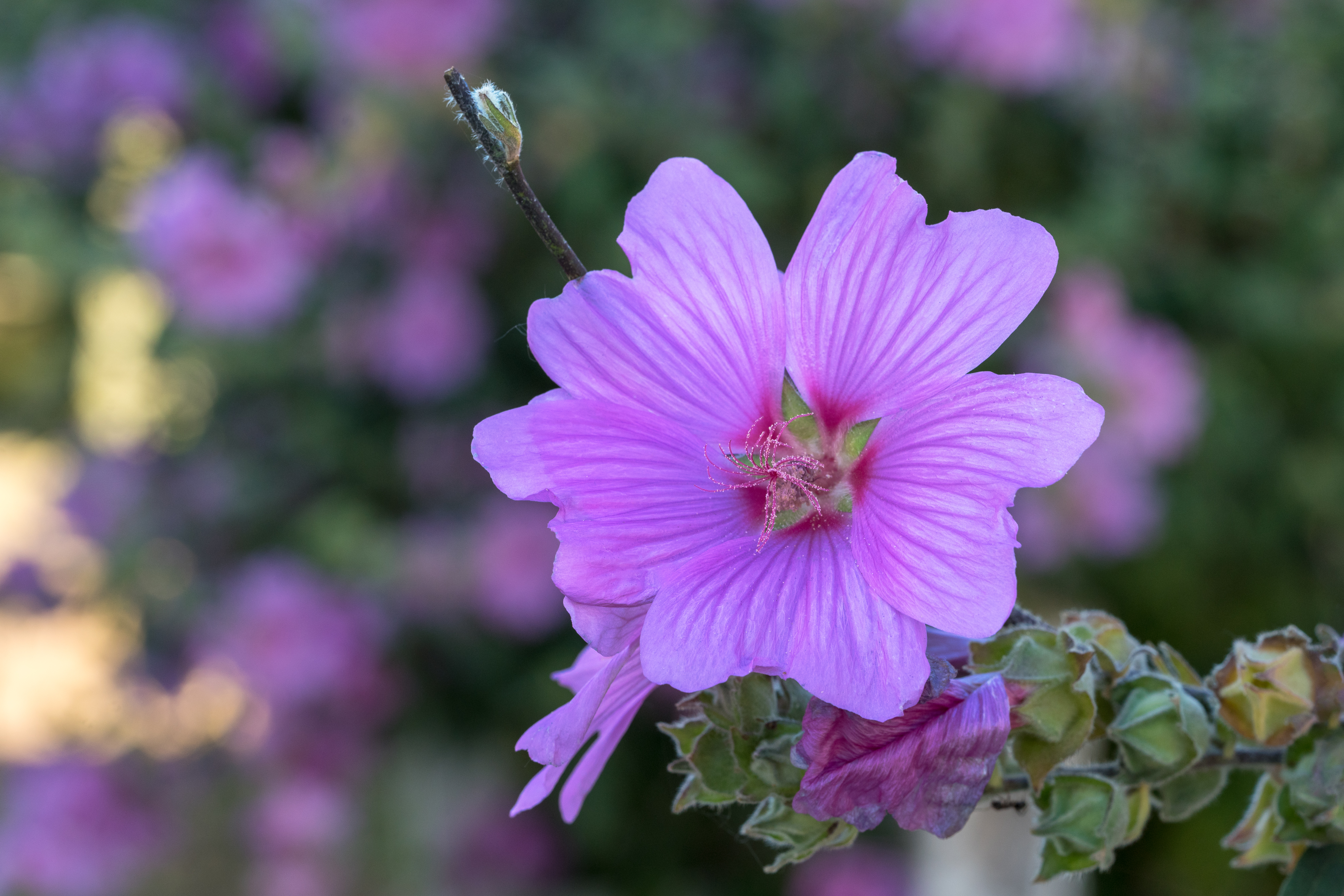
Lavatère d'Hyères

Le genre botanique Lavatera (les lavatères) regroupe diverses plantes surtout méditerranéennes, même si certaines espèces poussent aussi le long des côtes atlantiques. Elles appartiennent à la famille des Malvaceae et sont très proches des mauves et des guimauves. La différence visuelle se fait surtout au niveau du calicule (ou épicalice), dont les trois genres sont pourvus :
- Mauve : calicule à 3 folioles libres.
- Guimauve : calicule à 6-9 folioles soudées à la base.
- Lavatère : calicule à 3 folioles soudées à la base.

L'une des espèces les plus connues du genre fut longtemps la mauve royale (alors nommée Lavatera arborea). Une révision taxonomique en 1998 l'a retirée du genre, ainsi que d'autres espèces. Elle a pris, dès lors, le nom scientifique de Malva dendromorpha.

## Étymologie
Le nom botanique des lavatères s'explique car ces plantes ont été dédiées à deux frères médecins botanistes de Zurich, amis de Tournefort qui leur dédia le genre.

## Caractéristiques
Les lavatères sont des plantes au port arbustif, parfois annuelles ou vivaces, mais le plus souvent bisannuelles ou vivaces de courte durée (4 ou 5 ans). Plus ou moins hautes (leur taille peut atteindre, selon les variétés, 3 m de hauteur), elles ont une croissance rapide, pouvant atteindre plus de 2 m en quelques mois. Les rameaux partent de la souche ligneuse et se couvrent d'un feuillage persistant à semi-persistant dans les régions plus froides. De couleur gris-vert, les feuilles suborbiculaires sont à lobes palmés et peu profonds. Elles se distinguent par la couleur des fleurs (le plus souvent blanc rosé et pourpre à l’onglet), des feuilles (presque rondes) et des fruits glabres et ridés à plus de 5 graines.
Toutes les Malvacées sont potentiellement comestibles, mais plus spécialement les Lavatères qui ne sont pas très goûteuses mais sont abondantes et disponibles toute l'année. Les jeunes feuilles sont tendres, et le restent parfois même passée leur prime jeunesse. Les feuilles et les tiges se consomment crues (base aux salades) ou cuites (en légume, soupe ou bouillon, « fondue végétale », gratin, omelette, tarte). Cependant leur texture très mucilagineuse n'est pas goûtée de tous. Les pétales de fleurs se consomment crus, par exemple en salade ou en dessert. Lorsqu'il est jeune et tendre, le petit fruit, populairement nommé « fromage », « fromaget » ou « fromageon » au goût de noisette, est traditionnellement consommé dans les campagnes.

## Principales espèces
- Lavatera acerifolia Cav., 1803
- Lavatera cretica L.
- Lavatera maritima Gouan
- Lavatera olbia L.
- Lavatera punctata All.
- Lavatera thuringiaca L.
- Lavatera trimestris L.